# Введенский монастырь (Киев)
Введенский монастырь в городе Киеве — мужской православный монастырь Украинской Православной Церкви.
Введенская община возникла в 1877 году по ходатайству Матроны Александровны Егоровой.
В 1901 году община была преобразована в общежительный женский монастырь и открыта церковно-приходская школа для девочек. 23 ноября / 6 декабря 1996 года. приходской храм преобразован во Введенский мужской монастырь.

## История
История этого мужского монастыря началась с женской общины. Распространение таких общин в Российской империи характерно для середины XIX века. В них входили незамужние представительницы всех возрастов и сословий, желающие посвятить жизнь служению Богу и обществу. Существовали различные общины, но основной их функцией являлось социальное служение. В 1877 году Матрона Егорова обратилась к митрополиту Филофею с просьбой об открытии общины для 33 вдов и сирот. На это она пожертвовала 21 000 рублей. 4/17 марта 1878 года община была основана. Матрона скончалась 9/22 марта 1878 года, не дожив до освящения Введенского храма (14/27 ноября 1878 года). Новой начальницей стала игумения Евфалия (Лебедева). Богослужения совершались приходящими иеромонахами Киево-Печерской лавры, а затем община наняла постоянных священника и диакона. 17/30 июня был освящен храм Святого Димитрия Солунского. С 1892 года начальницей общины стала монахиня Клеопатра (Пономарёва). К началу XX века количество сестёр доходило до 118.
28 ноября 1900 года начальница подала прошение о предоставлении общине статуса монастыря. 30 апреля/13 мая 1901 года прошение было удовлетворено. При монастыре открыта церковно-приходская школа для девочек.
Обитель была закрыта в 1935 году. Затем открыта в 1941 году и возглавлена игуменией Елевферией. В монастыре проживали 34 насельницы.
В 1960 году обитель вновь закрыли. В 1992 году началось возрождение обители как мужского монастыря под руководством игумена Дамиана (Давыдова). 23 ноября/6 декабря 1996 года Свято-Введенский мужской монастырь открылся
.